# 斯科茨 (密歇根州)
斯科茨（英語：Scotts）是位於美國密歇根州卡拉馬祖縣克萊馬克斯鎮區及帕維利恩鎮區的一個普查規定居民點。

## 人口
根據2020年美國人口普查的數據，斯科茨的面積為0.63平方千米，當中陸地面積為0.63平方千米，而水域面積為0.00平方千米。當地共有人口187人，而人口密度為每平方千米296.83人。